# 손대영
손대영(1983년 4월 6일 ~ )은 대한민국의 전직 카운터 스트라이크 프로게이머이다. 게임 해설자로도 활동했으며 프로게임단 지도자로도 활동했다. 현재 한화생명 e스포츠의 리그 오브 레전드 총감독을 맡고 있다.

## 개요
2002년 소콤, 위닝일레븐, 카운터 스트라이크 대회에 게이머로 출전한 기록이 있으며 이후 온게임넷의 방송인으로 활동하였다.
이후 2002년 스페셜포스 챔피언십을 시작으로 MBC게임의 해설가로 활동하였다.
2009년 5월 12일 군에 입대하였다. 2011년 3월 제대하였으며 MBC게임에 복귀하였다. 3개월 뒤 온게임넷으로 자리를 옮겼으며 FPS 종목의 해설로 활동하게 된다.
2012년 10월 16일 아주부 리그 오브 레전드 종목의 코치로 영입되었다.
2013년 2월 1일 아주부와의 계약이 종료되었고 2월 5일 CJ 엔투스에 합류하였다.
2015년 11월 17일 CJ 엔투스와의 계약 종료를 공식 발표했다.
2016년 중국 LPL 프로게임단 비리비리 게이밍의 코치로 합류하였다. 2016년 8월 팀의 리그 오브 레전드 월드 챔피언십 2016 진출을 이끌었다. 
2018년 1월 8일, 로얄 네버 기브업의 감독으로 부임하였다. 팀의 2018 LPL 스프링 우승과 리그 오브 레전드 미드 시즌 인비테이셔널 2018 우승을 이끌었다.
2019년, 5월 로그 워리어스의 감독으로 부임했지만 2019 스프링 시즌과 서머 시즌에서 9승 21패라는 초라한 성적을 받아들이면서 2019년 11월 11일 로그와의 계약이 해지되었다. 같은 날 한화생명 e스포츠의 감독에 선임되면서 다시 한국 무대로 돌아왔다. 2023시즌을 앞두고 팀의 총감독으로 영전되었다.

## 코치 수상 경력
- IPL 5 LOL 한국대표 선발전 4강 (TEAM AZUBU Frost)
- IEM7 카토비체 4강 (TEAM AZUBU Frost)
- 올림푸스 리그오브레전드 더 챔피언스 윈터 2012-2013 준우승 (TEAM AZUBU Frost)
- MLG 2012 Fall Season Championship 우승 (TEAM AZUBU Blaze)
- IPL 5 LOL 한국대표 선발전 우승 (TEAM AZUBU Blaze)
- IPL 5 패자조 3라운드 (TEAM AZUBU Blaze)
- IEM7 카토비체 준우승 (TEAM AZUBU Blaze)
- OLYMPUS the Champions Winter 2012-2013 4위 (TEAM AZUBU Blaze)

## 방송 경력

### MBC게임
- 《스타 무한 도전》

### 온게임넷
- 《SF 프로리그》